# جان جیکس
جان ویلیام جیکس (انگلیسی: John William Jakes؛ ۳۱ مارس ۱۹۳۲ - ۱۱ مارس ۲۰۲۳) نویسنده اهل ایالات متحده آمریکا بود. او به خاطر خلق داستان‌های تاریخی دربارهٔ آمریکا و ادبیات گمانه‌زن معروف است. میلیون‌ها نسخه از سه‌گانه وی با نام شمال و جنوب که دربارهٔ جنگ داخلی آمریکا است، در سراسر جهان به فروش رفته‌است. او همچنین نویسنده کتاب خانواده کنت است. او از نام مستعار جی اسکاتلند استفاده کرده‌است.